# Michel Aebischer
Michel Aebischer, född 6 januari 1997 i Fribourg, är en schweizisk fotbollsspelare som spelar för italienska Bologna och Schweiz landslag.

## Klubbkarriär
Den 25 januari 2022 lånades Aebischer ut av Young Boys till italienska Bologna på ett låneavtal över resten av säsongen 2021/2022 och därefter med en obligatorisk köpoption.

## Landslagskarriär
Aebischer debuterade för Schweiz landslag den 18 november 2019 i en 6–1-vinst över Gibraltar, där han blev inbytt i den 85:e minuten mot Ruben Vargas. Aebischer har varit en del av Schweiz trupp vid VM 2022 i Qatar.